# Скидка

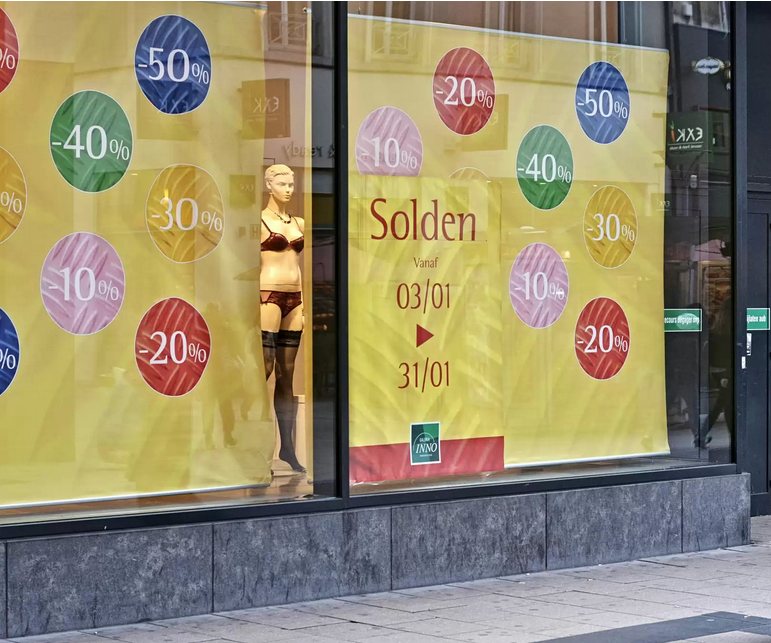
Объявление о скидках на витрине магазина

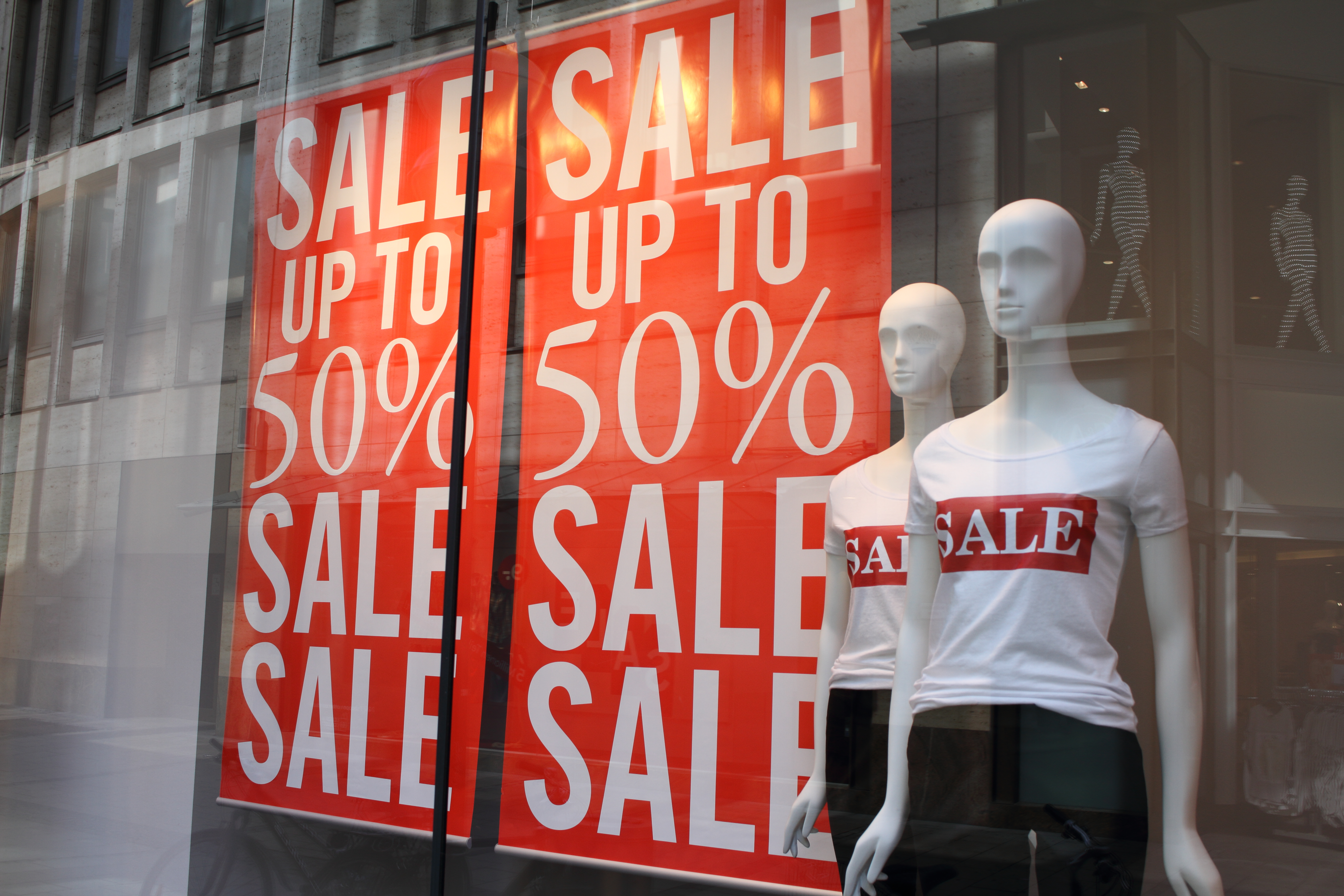
Реклама сезонных продаж

Скидка — добровольное, одностороннее снижение стоимости товара (услуги) продавцом (поставщиком услуги) от первоначальной стоимости товара (услуги). Также термином «скидка» обозначают размер скидки, то есть сумму, на которую снижается продажная цена товара, реализуемого покупателю.
Исторически скидки появились и стали использоваться в условиях уличной торговли товарами, когда продавец в результате торга предоставлял скидку тому покупателю, который приобретает больше товаров.
В настоящее время практика предоставления скидок используется крупными и средними компаниями, организациями малого бизнеса и индивидуальными предпринимателями.
Скидка является маркетинговым инструментом, который используется для того, чтобы привлекать покупателей и стимулировать их к покупке товара. В общем случае, цена товара сначала устанавливается высокой, а затем к ней продавец предлагает покупателю скидку. При этом продавец знает и подразумевает ту базовую цену, ниже которой он продавать не станет, а покупатель ориентируется на ту цену, которая написана на ценнике. Основным недостатком скидок как маркетингового инструмента является привыкание покупателей к ним — покупатели начинают относиться к скидкам как к должному, поэтому стимулирующий эффект пропадает.

## Виды скидок
- простая скидка
- скидка за ускорение оплаты
- скидка за объем приобретаемого товара
- накопительная скидка (скидка за оборот)
- дилерская скидка
- скидка розничным продавцам
- сезонная скидка
- скидка на новый товар
- скидка за качество
- экспортная скидка
- рабат

При установлении скидок необходимо руководствоваться следующими принципами:
1. Применение скидки должно обеспечивать положительный эффект, который может выражаться как в увеличении клиентской базы, так и в достижении положительных экономических показателей.
2. Размер предоставляемой скидки должен учитывать как интересы покупателя, так и интересы продавца
3. При разработке системы скидок должен учитываться размер первоначально установленной (базовой) цены, которую изначально рекомендуется устанавливать максимально высокой.
4. При установлении скидок должен учитываться характер эластичности спроса на реализуемую продукцию, поскольку снижение цен не всегда может привести к увеличению объемов продаж, так как многие товары относятся к группе неэластичных.